# Eenadu
Eenadu (Nederlands: Vandaag) is een Telugu-krant die uitkomt in India. Het is het grootste dagblad in die taal in de deelstaten Andhra Pradesh en Telangana en met 5,9 miljoen lezers de zesde regionale krant in het land (2012). De dagelijkse oplage is circa 1,7 miljoen. Eenadu is een broadsheet.
Eenadu werd in 1974 opgericht door media-baron Ramoji Rao en heeft een rol gespeeld bij de vorming en ondergang van regeringen. In politiek opzicht is het pro-Telugu Desampartij en anti-Congrespartij. De krant is eigendom van de Ramoji Group, een mediaonderneming van Ramoji Rao die zich ook onder meer bezighoudt met televisie, film, financiële diensten en onderwijs. Eenadu is gevestigd in Haiderabad.